# Seznam nejnavštěvovanějších českých filmů
Seznam nejnavštěvovanějších českých filmů představuje české snímky, které zaznamenaly v českých kinech největší počet diváků.

## Nejnavštěvovanější po roce 1993
Tento seznam řadí české filmy s premiérou po 1. lednu 1993 podle počtu diváků v kinech v České republice. Seznam je aktuální k březnu 2025.
| Pořadí | Název                            | Diváků    | Rok uvedení | Ref   |
| ------ | -------------------------------- | --------- | ----------- | ----- |
| 1      | Ženy v běhu                      | 1 543 842 | 2019        | [ 1 ] |
| 2      | Kolja                            | 1 345 369 | 1996        | [ 2 ] |
| 3      | Anděl Páně 2                     | 1 279 143 | 2016        | [ 3 ] |
| 4      | Vratné lahve                     | 1 260 745 | 2007        | [ 2 ] |
| 5      | Ženy v pokušení                  | 1 236 960 | 2010        | [ 2 ] |
| 6      | Tmavomodrý svět                  | 1 193 913 | 2003        | [ 2 ] |
| 7      | Pelíšky                          | 1 059 182 | 1999        | [ 2 ] |
| 8      | Pupendo                          | 988 351   | 2003        | [ 2 ] |
| 9      | Konec básníků v Čechách          | 967 604   | 1993        | [ 2 ] |
| 10     | Vlny                             | 934 698   | 2024        | [ 4 ] |
| 11     | Líbáš jako Bůh                   | 904 589   | 2009        | [ 2 ] |
| 12     | Nahota na prodej                 | 866 657   | 1993        | [ 2 ] |
| 13     | Muži v naději                    | 866 393   | 2011        | [ 5 ] |
| 14     | Obsluhoval jsem anglického krále | 854 553   | 2006        | [ 2 ] |
| 15     | Účastníci zájezdu                | 792 592   | 2006        | [ 2 ] |

## Nejnavštěvovanější do roku 1993
Tento seznam řadí české filmy s premiérou před 1. lednem 1993 podle počtu diváků v kinech v na území dnešní České republiky.
| Pořadí | Název                            | Diváků    | Rok uvedení |
| ------ | -------------------------------- | --------- | ----------- |
| 1      | Pyšná princezna                  | 8 233 010 | 1952        |
| 2      | Byl jednou jeden král…           | 5 915 296 | 1955        |
| 3      | Prstýnek                         | 5 295 034 | 1945        |
| 4      | Princezna se zlatou hvězdou      | 5 034 409 | 1959        |
| 5      | Divá Bára                        | 4 943 520 | 1949        |
| 6      | Rodinné trampoty oficiála Tříšky | 4 916 955 | 1949        |
| 7      | Řeka čaruje                      | 4 807 899 | 1945        |
| 8      | Poslední mohykán                 | 4 726 068 | 1947        |
| 9      | Strakonický dudák                | 4 567 893 | 1955        |
| 10     | Limonádový Joe aneb Koňská opera | 4 561 519 | 1964        |
| 11     | Právě začínáme                   | 4 484 810 | 1946        |
| 12     | Pytlákova schovanka              | 4 433 189 | 1949        |
| 13     | Císařův pekař a pekařův císař    | 4 434 855 | 1952        |
| 14     | Vesničko má středisková          | 4 430 928 | 1985        |
| 15     | Předtucha                        | 4 361 254 | 1947        |

## Nejnavštěvovanější podle roku vzniku
Tento seznam uvádí české filmy podle roku premiéry a počtu diváků v kinech v na území dnešní České republiky.
| Rok  | Název                                              | Diváků    |
| ---- | -------------------------------------------------- | --------- |
| 1931 | Pudr a benzin                                      | 2 866 611 |
| 1932 | Peníze nebo život                                  | 2 943 668 |
| 1933 |                                                    |           |
| 1934 | Hej-Rup!                                           | 3 316 577 |
| 1935 |                                                    |           |
| 1936 | Jánošík                                            | 3 250 689 |
| 1937 | Svět patří nám                                     | 4 240 762 |
| 1938 |                                                    |           |
| 1939 | Kristián                                           | 1 706 865 |
| 1940 | To byl český muzikant                              | 3 836 768 |
| 1941 | Tetička                                            | 2 624 035 |
| 1942 |                                                    |           |
| 1943 |                                                    |           |
| 1944 |                                                    |           |
| 1945 | Prstýnek                                           | 5 295 034 |
| 1946 | Právě začínáme                                     | 4 484 810 |
| 1947 | Poslední mohykán                                   | 4 726 068 |
| 1948 | Hostinec U kamenného stolu                         | 3 848 226 |
| 1949 | Divá Bára                                          | 4 934 520 |
| 1950 | Veselý souboj                                      | 3 480 741 |
| 1951 | Císařův pekař                                      | 4 434 662 |
| 1952 | Pyšná princezna                                    | 8 223 010 |
| 1953 | Dovolená s Andělem                                 | 4 259 897 |
| 1954 | Cirkus bude!                                       | 3 740 959 |
| 1955 | Byl jednou jeden král…                             | 5 915 296 |
| 1956 | Ztracená stopa                                     | 3 092 108 |
| 1957 | Hrátky s čertem                                    | 4 038 726 |
| 1958 | Poslušně hlásím                                    | 3 384 625 |
| 1959 | Princezna se zlatou hvězdou                        | 5 034 409 |
| 1960 | Dařbuján a Pandrhola                               | 2 419 987 |
| 1961 |                                                    |           |
| 1962 | Baron Prášil                                       | 1 737 113 |
| 1963 | Až přijde kocour                                   | 1 982 629 |
| 1964 | Limonádový Joe aneb Koňská opera                   | 4 561 519 |
| 1965 | Kdyby tisíc klarinetů                              | 4 065 694 |
| 1966 | Ostře sledované vlaky                              | 1 923 576 |
| 1967 | Ta naše písnička česká                             | 1 822 596 |
| 1968 | Šíleně smutná princezna                            | 2 904 744 |
| 1969 | Světáci                                            | 2 836 982 |
| 1970 | Kladivo na čarodějnice                             | 2 657 920 |
| 1971 | Pane, vy jste vdova!                               | 1 862 908 |
| 1972 | Dívka na koštěti                                   | 2 147 015 |
| 1973 | Tři oříšky pro Popelku                             | 2 851 538 |
| 1974 | Jáchyme, hoď ho do stroje!                         | 2 928 708 |
| 1975 | Jak utopit Dr. Mráčka aneb konec vodníků v Čechách | 2 569 546 |
| 1976 | Marečku, podejte mi pero                           | 2 062 306 |
| 1977 | Hra o jablko                                       | 2 237 419 |
| 1978 | Jen ho nechte, ať se bojí                          | 1 504 044 |
| 1979 | Princ a Večernice                                  | 1 280 159 |
| 1980 | Smrt stopařek                                      | 1 300 000 |
| 1981 | Postřižiny                                         | 2 747 695 |
| 1982 | Jak svět přichází o básníky                        | 1 604 259 |
| 1983 | S tebou mě baví svět                               | 2 588 085 |
| 1984 | Slunce, seno, jahody                               | 3 353 075 |
| 1985 | Vesničko má středisková                            | 4 430 928 |
| 1986 | Discopříběh                                        | 1 656 002 |
| 1987 | Proč?                                              | 1 969 317 |
| 1988 | Bony a klid                                        | 2 659 372 |
| 1989 | Slunce, seno a pár facek                           | 4 058 379 |
| 1990 | Skřivánci na niti                                  | 748 000   |
| 1991 | Tankový prapor                                     | 2 022 300 |
| 1992 | Černí baroni                                       | 1 470 531 |
| 1993 | Konec básníků v Čechách                            | 967 554   |
| 1994 | Akumulátor 1                                       | 385 192   |
| 1995 | Byl jednou jeden polda                             | 175 205   |
| 1996 | Kolja                                              | 1 345 369 |
| 1997 | Báječná léta pod psa                               | 328 733   |
| 1998 | Čas dluhů                                          | 193,645   |
| 1999 | Pelíšky                                            | 1 059 182 |
| 2000 | Kytice                                             | 615 754   |
| 2001 | Tmavomodrý svět                                    | 1 193 913 |
| 2002 | Mach, Šebestová a kouzelné sluchátko               | 207 751   |
| 2003 | Pupendo                                            | 988 351   |
| 2004 | Snowboarďáci                                       | 635 085   |
| 2005 | Román pro ženy                                     | 560 602   |
| 2006 | Obsluhoval jsem anglického krále                   | 854 553   |
| 2007 | Vratné lahve                                       | 1 260 745 |
| 2008 | Sněženky a machři po 25 letech                     | 510 240   |
| 2009 | Líbáš jako bůh                                     | 904 589   |
| 2010 | Ženy v pokušení                                    | 1 236 960 |
| 2011 | Muži v naději                                      | 866 393   |
| 2012 | Líbáš jako ďábel                                   | 501 235   |
| 2013 | Babovřesky                                         | 652 458   |
| 2014 | Tři bratři                                         | 661 378   |
| 2015 | Padesátka                                          | 430 988   |
| 2016 | Anděl Páně 2                                       | 1 279 143 |
| 2017 | Po strništi bos                                    | 505 282   |
| 2018 | Po čem muži touží                                  | 558 988   |
| 2019 | Ženy v běhu                                        | 1 543 842 |
| 2020 | V síti                                             | 413 250   |
| 2021 | Prvok, Šampon, Tečka a Karel                       | 600 192   |
| 2022 | Vyšehrad: Fylm                                     | 692 260   |
| 2023 | Onemanshow: The Movie                              | 545 617   |
| 2024 | Vlny                                               | 934 698   |